# Susana Martinez
Susana Martinez (ur. 14 lipca 1959 w El Paso) – amerykańska polityk, zajmująca od 1 stycznia 2011 stanowisko gubernatora stanu Nowy Meksyk z ramienia Partii Republikańskiej. Jest pierwszą w historii kobietą sprawującą ten urząd i pierwszą w całych Stanach Zjednoczonych kobietą pochodzenia latynoskiego wybraną na stanowisko gubernatora stanowego. 

## Życiorys

### Młodość i kariera zawodowa
Pochodzi z Teksasu. Jest wnuczką imigrantów z Meksyku i córką weterana wojny koreańskiej. Jej ojciec, Jake Martinez, był utytułowanym zawodnikiem boksu amatorskiego, zaś w późniejszych latach życia służył w policji. Susana Martinez uzyskała licencjat z kryminologii w University of Texas at El Paso, a następnie magisterium z prawa w University of Oklahoma. W połowie lat 80. przeprowadziła się do stanu Nowy Meksyk, gdzie w 1986 została prokuratorem w prokuraturze rejonowej hrabstwa Doña Ana. W 1992 opuściła to stanowisko, jednak już cztery lata później została wybrana na urząd szefowej tej samej prokuratury.

### Kariera polityczna
W młodości Martinez należała do Partii Demokratycznej, tradycyjnie cieszącej się większym poparciem wśród mniejszości etnicznych w USA. Do Partii Republikańskiej przeszła w roku 1995. 1 czerwca 2010 zwyciężyła w prawyborach mających wyłonić kandydata tej partii na gubernatora Nowego Meksyku. We właściwych wyborach w listopadzie 2010 jej rywalką z ramienia Demokratów była dotychczasowa wicegubernator, Diane Denish. Martinez  wygrała uzyskując ponad 53% głosów. 1 stycznia 2011 objęła urząd jako 31. gubernator Nowego Meksyku i zarazem pierwsza kobieta na tym stanowisku.